# داینو کرایسیس (مجموعه بازی)
داینو کرایسیس (به انگلیسی: Dino Crisis) عنوان یک مجموعه بازی ویدئویی موفق و پرطرفدار در سبک ترس و بقا است که توسط شرکت کپ‌کام توسعه یافته و اولین نسخه آن با عنوان داینو کرایسیس در سال ۱۹۹۹ عرضه شد. کارگردان این بازی شینجی میکامی خالق سری محبوب رزیدنت ایول است. دو قسمت نخست داینو کرایسیس که برای کنسول پلی‌استیشن عرضه شدند، امتیازات بالایی از سایت‌های معتبر بازی کسب کردند و همچنین یک بازی انحصاری دیگر به نام داینو استالکر در سال ۲۰۰۲ برای کنسول پلی‌استیشن ۲ وارد بازار شد. سری داینو کرایسیس بر طبق آمار تا اواسط سال ۲۰۱۱، چهار میلیون و چهارصد هزار نسخه در جهان فروش رفته است.